# Melenas
Melenas  fue una serie de historietas, escrita y dibujada por Francisco Ibáñez para Ediciones Marco, en los años cincuenta.

## Trayectoria editorial
Melenas apareció desde 1954 en las revistas La Risa e Hipo, Monito y Fifí, desapareciendo con la marcha de su autor a Editorial Bruguera a finales de 1957 o principios de 1958. En los años 60, fue reeditada en La Risa, ya en su tercera época.

## Argumento
Melenas es un león vestido con camiseta a rayas y pantalones largos, del que abusan con frecuencia otros animales antropomorfos, en contra de la imagen popular del león como Rey de la Selva. Uno de sus enemigos recurrentes es Don Tigre.

## Estilo
La serie, que se hace eco de una tradición fabulística que se remonta a Esopo, muestra una gran influencia de Emilio Boix, gran estrella entonces de Ediciones Marco.